# آلفرد فلاتو
آلفرد فلاتو (به آلمانی: Alfred Flatow) ورزشکار مرد رشتهٔ ژیمناستیک اهل کشور آلمان است. وی در بین سال‌های ‎۱۸۹۶ میلادی در مسابقات بازی‌های المپیک تابستانی در مجموع ۴ مدال، شامل ۳ مدال طلا و ۱ نقره را کسب کرد.